# Miagrammopes viridiventris
Miagrammopes viridiventris là một loài nhện trong họ Uloboridae.
Loài này thuộc chi Miagrammopes. Miagrammopes viridiventris được Embrik Strand miêu tả năm 1911.